# Norton Atlas-serie
De Norton Atlas-serie is een serie 750cc-motorfietsen dit het Britse merk Norton produceerde van 1961 tot 1968. De Norton Atlas stond ook aan de basis van andere modellen, zoals de Norton Commando, maar ook het AJS Model 33 en de Matchless G15. De Atlas was voornamelijk bedoeld voor de Amerikaanse markt. De naam "Atlas" verwijst waarschijnlijk naar de eerste Amerikaanse Intercontinentale ballistische raket, de Atlas D.

## Voorgeschiedenis
Al kort voor de Tweede Wereldoorlog ontstonden in het Verenigd Koninkrijk de eerste paralleltwins, die de Britse motorfietsgeschiedenis tot in de jaren zeventig zouden bepalen. De eerste was de Triumph Speed Twin (1937). Na de oorlog gingen ook andere merken deze twins produceren. Zo ontstonden de BSA A7, het AJS Model 20 en de Matchless G9. Norton haalde Bert Hopwood als constructeur naar Bracebridge Street in Birmingham. Hopwood had samen met Edward Turner de Triumph Speed Twin ontwikkeld en in 1948 ontwierp hij het Norton Dominator Model 7. De Norton Dominator-serie kreeg in de volgende jaren steeds zwaardere motoren. Van het 500cc-Dominator Model 7 en Dominator 88 via het 600cc-Dominator Model 99 tot de 650cc-Manxman en Dominator 650. Norton behoorde intussen tot het AMC-concern dat concurreerde met de BSA-Groep (BSA en Triumph). Die merken waren met hun 650cc-modellen dankzij een uitgebreid dealernetwerk sterk vertegenwoordigd in de Verenigde Staten. AMC besloot onder druk van importeur Joe Berliner tot het uitbrengen van 750cc-modellen.

## Norton 750 SS en Atlas
Het eerste door Doug Hele ontworpen model dat een 750cc-motor kreeg werd Norton 750 SS gedoopt. Het werd als prototype in 1961 gebouwd. De machine was duidelijk bedoeld voor de Amerikaanse markt, met het voor de VS typische hoge stuur, diepe verchroomde spatborden en kleine 11-liter-benzinetank. Toen de machine in 1962 op de markt kwam heette ze Norton Atlas. Net als bij de 600cc-Norton Nomad en de Norton Manxman kwam het initiatief van de Amerikaanse importeur Joe Berliner, die daar in een harde concurrentiestrijd was gewikkeld met machines als de Triumph 6T Thunderbird, de Triumph T120 Bonneville, de BSA A10 Golden Flash en vooral de desert racers als de BSA A10S Spitfire Scrambler en de Triumph TR6B Trophy.

### Motor
Ten opzichte van de tegelijk verschenen 650c-Norton Manxman (boring-slagverhouding 68 x 89 mm) was de boring vergroot tot 73 mm, waardoor de cilinderinhoud op exact 745 cc kwam. Het was een paralleltwin waarbij het vliegwiel in het midden zat. De kleppen werden bediend door stoterstangen die aan de voorkant van het blok zaten, en tuimelaars. De motor had het gebruikelijke dry-sump-smeersysteem waarbij de olietank onder het zadel zat. De motor had een 6-volt Lucas-Competition-magneetontsteking, maar een aparte alternator voor de elektrische installatie. Hij had slechts een enkele Amal-376 Monobloc-carburateur. De compressieverhouding van 7,6:1 was lager dan die van de 650cc-modellen. Om dat te bereiken waren de zuigerbodems hol. Het vermogen kwam daardoor op 49 pk, gelijk aan de Dominator 650 SS. Het was een concessie die Hele moest doen, omdat hij voorzag dat de motortrillingen sterk zouden oplopen. Bovendien was vermogen in de VS minder belangrijk dan koppel (vandaar de populariteit van Harley-Davidson). Door het soepele motorkarakter kon de Atlas vanaf 20 km/uur in de hoogste versnelling accelereren.

### Transmissie
Aan de linkerkant van de krukas zat de wisselstroomdynamo en het voorste tandwiel van de primaire transmissie. Dat dreef via een ketting het tandwiel van de koppeling en de vierversnellingsbak aan. Op de voetgeschakelde versnellingsbak zat ook de kickstarter. De aandrijving van het achterwiel geschiedde via een ketting aan de linkerkant.

### Rijwielgedeelte
De Atlas had het zgn. Slimline frame, een doorontwikkeling van het in 1951 geïntroduceerde Featherbed frame, dat ter hoogte van de knieën van de berijder versmald was. Daardoor waren de achterkant van de tank en de voorkant van het duozadel ook smaller en konden kleinere rijders makkelijker met hun voeten bij de grond. Er waren wel aanpassingen gedaan voor het grotere vermogen van het blok. De voorste bevestigingen van het motorblok waren verstevigd. Voor zat de hydraulisch gedempte Norton Roadholder-telescoopvork, achter een swingarm met twee Girling-veer/demperelementen. De machine had trommelremmen, 203 mm voor en 178 mm achter.

### Ontwikkelingen
In 1964 werd het motorblok doorontwikkeld. Het kreeg een 12-volt-magneetontsteking en een tweede carburateur en een verhoogde compressieverhouding van 8,9:1, waardoor het vermogen op 58 pk kwam. Het model kwam nu eindelijk ook in Europa op de markt en kreeg daarom een lager stuur en een grotere 16,4-liter-tank.

## Norton Atlas Scrambler
Het was logisch dat de Berliner Motor Corporation zocht naar een tegenstrever voor de 650cc-Triumph- en BSA-terreinmotoren. Die waren populair in de desert races in Californië, in de Mojavewoestijn en in New Mexico, maar in de rest van de VS waren ze ook gewild als pleziermotorfiets. AMC had wel de 650cc-Matchless G12 CS scrambler in het programma, maar die was erg onbetrouwbaar. Joe Berliner was al sinds 1961 importeur voor Norton, maar vanaf 1963 ook van Matchless. Dat gaf hem veel invloed binnen het AMC-concern. Veel vermogen was niet nodig. De Triumph TR6C Trophy en de BSA A10S Spitfire Scrambler leverden ongeveer 42 pk en in de VS was vermogen ook minder belangrijk dan een groot koppel. Het ging vooral om gewicht en handelbaarheid. Norton bouwde de Norton Atlas Scrambler, met een enkele carburateur, AMC-frame met meer bodemvrijheid, een kleine tank en terreinbanden. Ook de versnellingsbak, de uitlaten en het zadel kwamen van AMC, net als de primaire kettingkast, die bij Norton met een klemband vastzat en bij de andere AMC-merken geschroefd was.

## Badge-engineering
Associated Motor Cycles deed met de merken AJS en Matchless al jaren aan badge-engineering (dezelfde motorfiets verkopen onder twee merknamen). Nu Norton haar 750cc-motor had, besloot men daar gebruik van te maken door deze machine ook onder de namen AJS en Matchless aan te bieden. Zo ontstonden de AJS Model 33-serie en de Matchless G15-serie. Deze machines kregen echter niet het Featherbed frame, maar een eigen frame van AMC. De CS-versies hiervan waren scramblers, de CSR-versies sportmotoren.
De Britten konden nog steeds niet genieten van de Norton Atlas, het AJS Model 33 CS of de Matchless G15 CSR. Ze gingen allemaal naar de Verenigde Staten.

### Norton P11
In 1966 werd het noodlijdende AMC overgenomen door de Villiers Engineering Group van Dennis Poore. De Norton Atlas bleef nog tot 1968 in productie, maar werd feitelijk al in 1967 opgevolgd door de Norton Commando. De Norton Atlas Scrambler, in feite al identiek aan de Matchless G15 CS en het AJS Model 33 CS, bleef in productie tot 1966. In 1967 kwam er een opvolger, bedacht door de Californische dealer Bob Blair, die het Atlas-blok in het frame van een 500cc-Matchless G85 CS crossmotor monteerde. Wellicht deed hij dat op verzoek van Importeur Joe Berliner. Daardoor ontstond een sterke maar ook lichte enduromotor, want dit frame was gemaakt van de lichte Reynolds 531-buizen. Alle onderdelen werden zo licht mogelijk gemaakt, inclusief de kleine aluminium benzinetank. De ontstekingsmagneet werd vervangen door een accu-bobine-ontsteking en de Amal Monoboc-carburateurs door 2 Amal Concentrics. Bovendien kreeg het model hoge uitlaten en noppenbanden. Onder de voorste framebuizen kwam een aluminium carterbeschermplaat en ook de olietank was van aluminium. De machine kreeg ook een snelheidsmeter en een toerenteller. Het frame was zwart en de beide tanks "orange apple red". Het kreeg de naam "Project 11", hoewel de testrijders de naam "Cheetah 45" voorstelden. Uiteindelijk nam Norton-Villiers het model in productie als Norton P11. Aanvankelijk produceerde men slechts een klein aantal machines uit reserveonderdelen, maar de vraag in de VS oversteeg het aanbod en de productie moest worden opgevoerd. De P11 werd verkocht met de slogan "Dynamite on Wheels".

### Norton P11A Ranger (750 Ranger)
Omdat de P11 door zijn noppenbanden alleen geschikt was als terreinmotor, kwam er eind 1967 al een meer straatgericht model, de Norton P11A Ranger of kortweg Norton 750 Ranger. Deze had een meer comfortabel duozadel en lage uitlaten, maar er waren vanwege de beperkte beschikbaarheid van onderdelen enkele verschillende versies. Zo werden er stalen en aluminium olietanks, verschillende sturen, voorvorken en frames, ontstekingssystemen en zelfs verschillende formaten brandstoftanks geleverd.

### Norton N15 CS
In 1967 stond waarschijnlijk al vast dat Norton-Villiers afscheid zou nemen van de merken AJS en Matchless. De laatste Matchless G15 CS-exemplaren, met AMC-frame en Atlas-blok, kregen daarom een Norton beeldmerk op de tank en werden tot 1968 verkocht als Norton N15 CS.

## Einde productie
Na de overname van AMC (naast Norton, AJS en Matchless ook Francis-Barnett en James) zou de hele modellenlijn verder geproduceerd worden, maar daar kwam niets van terecht. De lichte tweetakten van Francis-Barnett en James verdwenen meteen, Norton had alleen nog de Atlas en de Dominator 650 SS over, AJS de Model 33-serie en Matchless de G15-serie en de 500cc-G85 CS. In 1967 verdwenen de merken AJS en Matchless ook. De AMC-fabriek in Woolwich werd gesloten en de productie verplaatst naar het Thruxton Circuit in de buurt van Andover. Het bedrijf, dat intussen Norton-Villiers heette, richtte zich helemaal op de eind 1967 geïntroduceerde Norton Commando. De laatste telgen uit het Atlas-geslacht, de Atlas, de P11, de P11A Ranger en de N15 CS, verdwenen in 1968. Met de Atlas verdween ook het succesvolle featherbed frame, dat de grotere vermogens eigenlijk niet meer aankon.

## Afbeeldingen

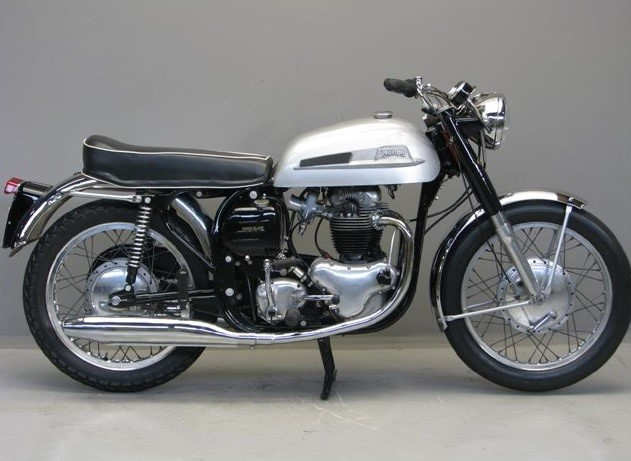
De Dominator 650 SS was nauwelijks te onderscheiden van de Atlas
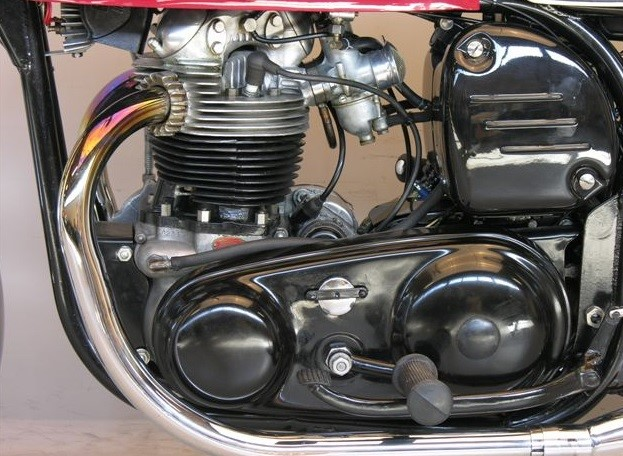
Linkerzijde van het Atlas-blok, met het zwarte deksel van de primaire transmissie, de linker carburateur en het rempedaal.
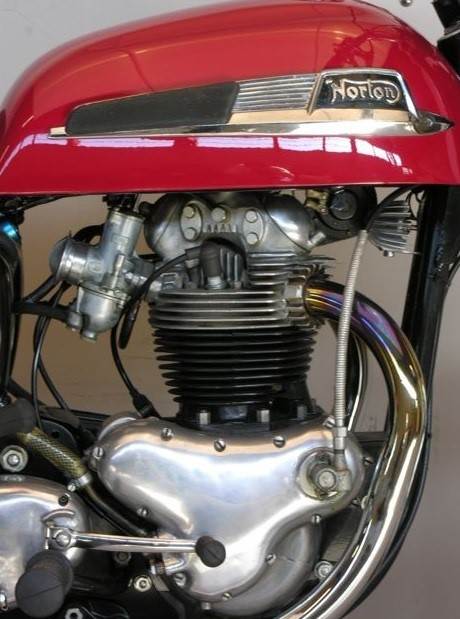
Rechterzijde van het Atlas-blok, met de rechter carburateur en het schakelpedaal.
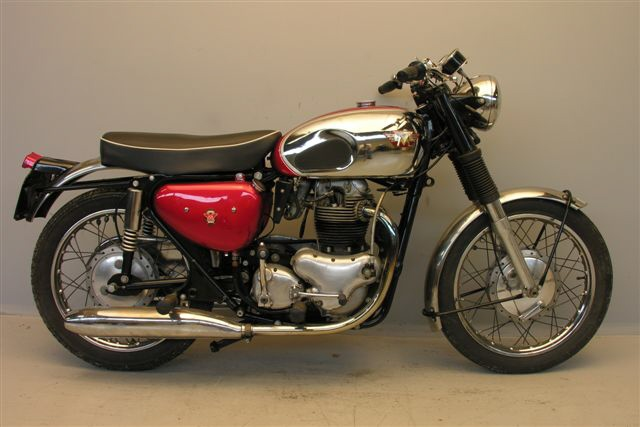
Matchless G15 CSR met blok, voorvork en wielen van de Atlas, maar eigen AMC-frame
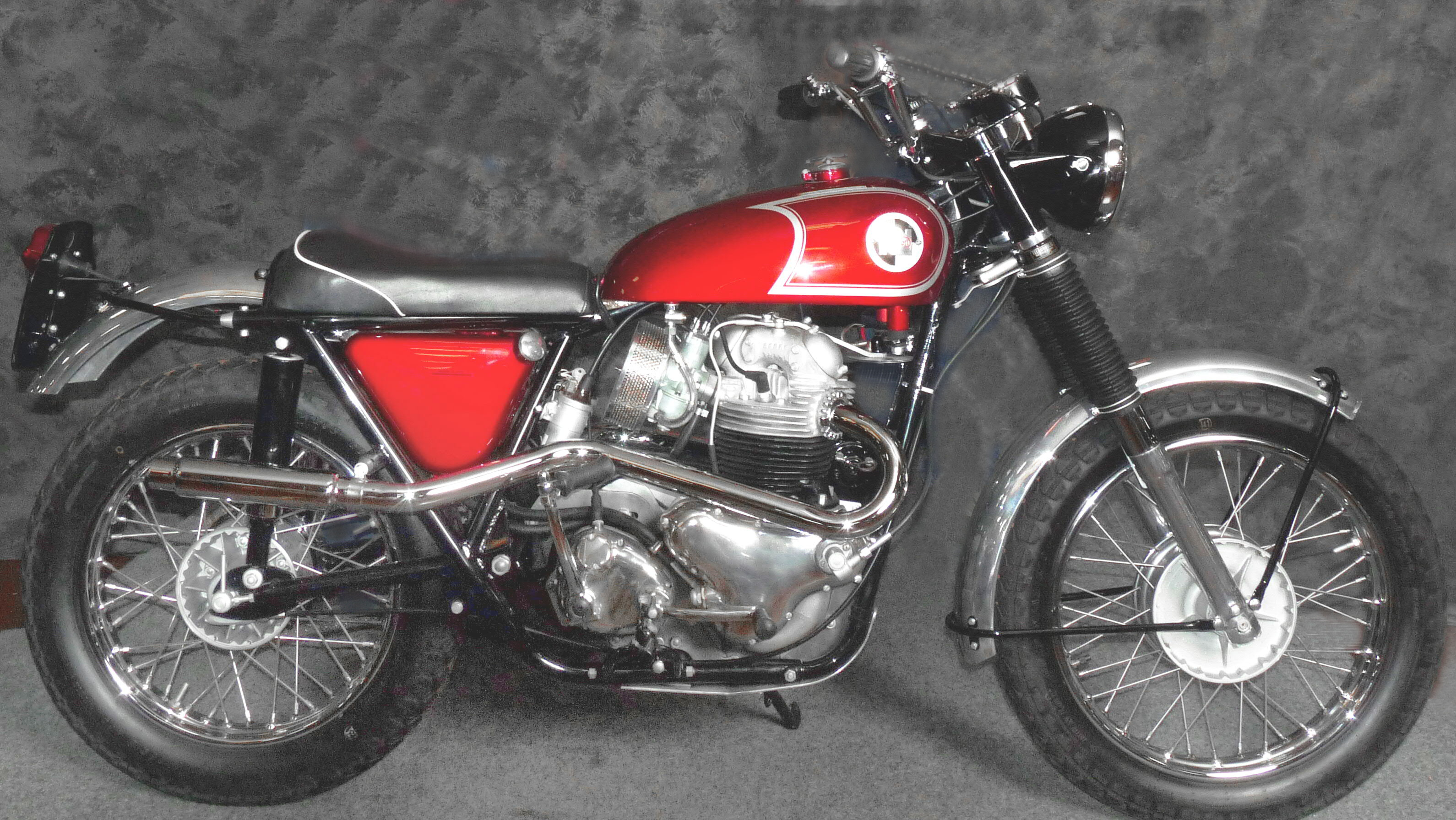
Ook de Norton P11 scrambler was een nazaat van de Atlas, maar had het frame van de 500cc-eencilinder Matchless G85 CS
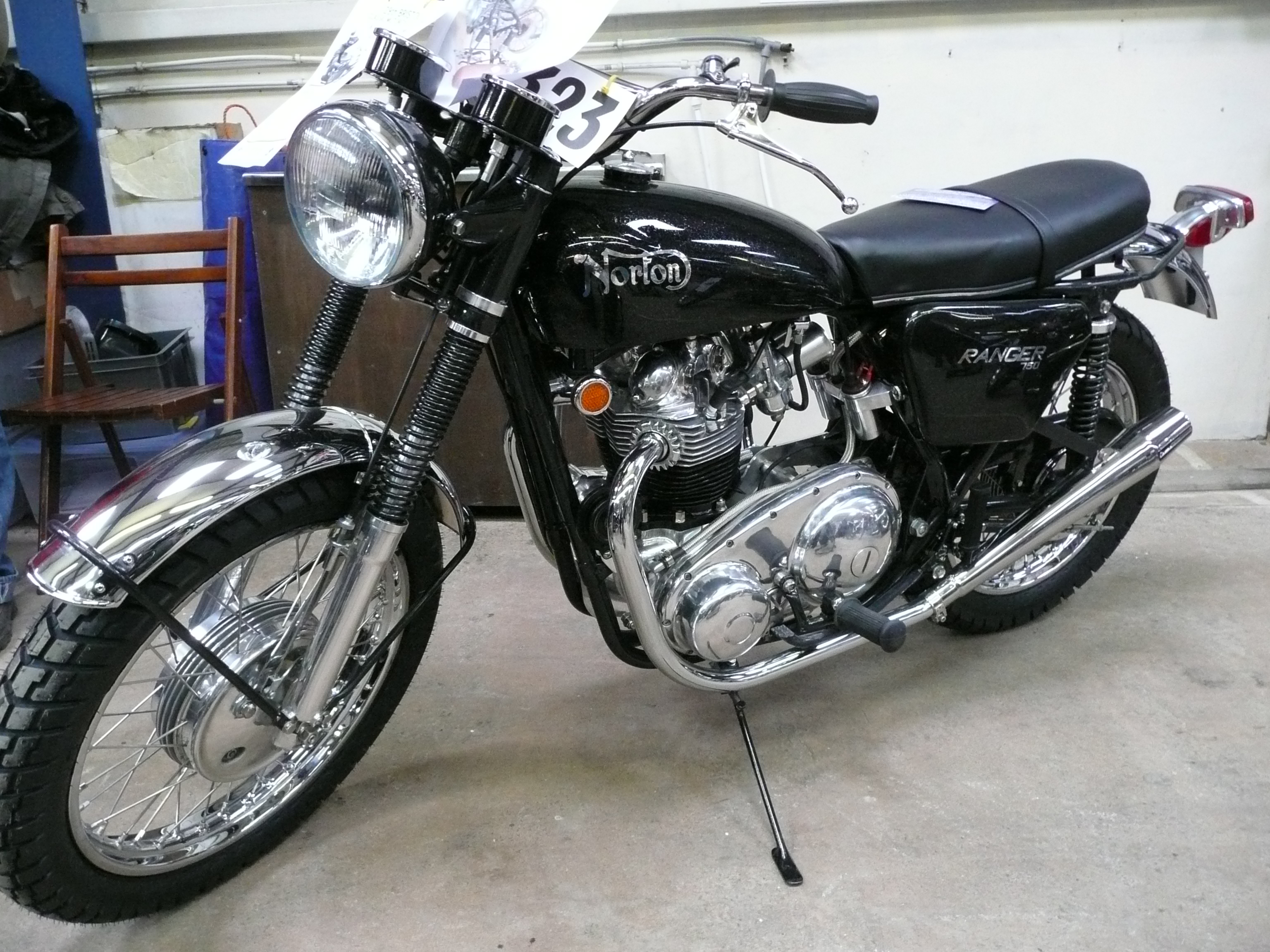
P11A Ranger, de straatversie van de P11 / N15 CS.

## Technische gegevens
| Norton                 | 750 SS                                 | Atlas                                               | Atlas Scrambler                        | P11                                    | P11A Ranger                            | N15 CS                                            |
| ---------------------- | -------------------------------------- | --------------------------------------------------- | -------------------------------------- | -------------------------------------- | -------------------------------------- | ------------------------------------------------- |
| Periode                | 1961                                   | 1962-1968                                           | 1963-1966                              | 1967                                   | 1967-1968                              | 1967-1968                                         |
| Categorie              | Prototype                              | Sport                                               | Scrambler                              | Scrambler                              | Allroad                                | Scrambler                                         |
| Motortype              | Stoterstangen kopklepmotor             | Stoterstangen kopklepmotor                          | Stoterstangen kopklepmotor             | Stoterstangen kopklepmotor             | Stoterstangen kopklepmotor             | Stoterstangen kopklepmotor                        |
| Bouwwijze              | Dwarsgeplaatste paralleltwin           | Dwarsgeplaatste paralleltwin                        | Dwarsgeplaatste paralleltwin           | Dwarsgeplaatste paralleltwin           | Dwarsgeplaatste paralleltwin           | Dwarsgeplaatste paralleltwin                      |
| Koeling                | Lucht                                  | Lucht                                               | Lucht                                  | Lucht                                  | Lucht                                  | Lucht                                             |
| Boring                 | 73 mm                                  | 73 mm                                               | 73 mm                                  | 73 mm                                  | 73 mm                                  | 73 mm                                             |
| Slag                   | 89 mm                                  | 89 mm                                               | 89 mm                                  | 89 mm                                  | 89 mm                                  | 89 mm                                             |
| Cilinderinhoud         | 745 cc                                 | 745 cc                                              | 745 cc                                 | 745 cc                                 | 745 cc                                 | 745 cc                                            |
| Carburateur(s)         | 1 Amal 376 Monobloc                    | 1 Amal 376 Monobloc Vanaf 1964: 2 Amal 389 Monobloc | 2 Amal 389 Monobloc                    | 2 Amal Concentric                      | 2 Amal Concentric                      | 2 Amal 389 Monobloc                               |
| Ontsteking             | Lucas 6V-magneet                       | Lucas 6V magneet Vanaf 1964: Lucas 12V magneet      | Lucas 12V magneet                      | Lucas 12V accu-bobine                  | Lucas 12V accu-bobine                  | Lucas 12V magneet, laatste exemplaren accu-bobine |
| Smeersysteem           | Dry-sumpsysteem                        | Dry-sumpsysteem                                     | Dry-sumpsysteem                        | Dry-sumpsysteem                        | Dry-sumpsysteem                        | Dry-sumpsysteem                                   |
| Compressieverhouding   | 7,6:1                                  | 7,6:1 Vanaf 1964: 8,9:1                             | 8,9:1                                  | 8,9:1                                  | 8,9:1                                  | 8,5:1                                             |
| Max. Vermogen          | 49 pk bij 6.500 tpm                    | 49 pk bij 6.500 tpm Vanaf 1964: 58 pk bij 6.800 tpm | 55 pk bij 6.800 tpm                    | 55 pk bij 6.800 tpm                    | 55 pk bij 6.800 tpm                    | 55 pk bij 6.800 tpm                               |
| Topsnelheid            | 160 km/uur                             | 160 km/uur Vanaf 1964: 180 km/uur                   | 165 km/uur                             | 165 km/uur                             | 165 km/uur                             | 165 km/uur                                        |
| Primaire aandrijving   | Ketting                                | Ketting                                             | Ketting                                | Ketting                                | Ketting                                | Ketting                                           |
| Koppeling              | Meervoudige natte plaat                | Meervoudige natte plaat                             | Meervoudige natte plaat                | Meervoudige natte plaat                | Meervoudige natte plaat                | Meervoudige natte plaat                           |
| Versnellingen          | 4                                      | 4                                                   | 4                                      | 4                                      | 4                                      | 4                                                 |
| Secundaire aandrijving | Ketting                                | Ketting                                             | Ketting                                | Ketting                                | Ketting                                | Ketting                                           |
| Rijwielgedeelte        | Dubbel wiegframe (Featherbed Slimline) | Dubbel wiegframe (Featherbed Slimline)              | Dubbel wiegframe (AMC)                 | Dubbel wiegframe (AMC)                 | Dubbel wiegframe (AMC)                 | Dubbel wiegframe (AMC)                            |
| Voorvork               | Telescoopvork (Norton Roadholder)      | Telescoopvork (Norton Roadholder)                   | Telescoopvork (Norton Roadholder)      | Telescoopvork (Norton Roadholder)      | Telescoopvork (Norton Roadholder)      | Telescoopvork (Norton Roadholder)                 |
| Achtervork             | Swingarm met twee Girling-schokdempers | Swingarm met twee Girling-schokdempers              | Swingarm met twee Girling-schokdempers | Swingarm met twee Girling-schokdempers | Swingarm met twee Girling-schokdempers | Swingarm met twee Girling-schokdempers            |
| Voorrem                | 203mm-trommelrem                       | 203mm-trommelrem                                    | trommelrem                             | trommelrem                             | trommelrem                             | trommelrem                                        |
| Achterrem              | 178mm-trommelrem                       | 178mm-trommelrem                                    | trommelrem                             | trommelrem                             | trommelrem                             | trommelrem                                        |
| Wielbasis              | 1.410 mm                               | 1.410 mm                                            | Onbekend                               | Onbekend                               | Onbekend                               | Onbekend                                          |
| Zadelhoogte            | 787 mm                                 | 787 mm                                              | Onbekend                               | Onbekend                               | Onbekend                               | Onbekend                                          |
| Tankinhoud             | 11,25 liter                            | 11,25 liter Vanaf 1964: 16,4 liter                  | 10 liter                               | 10 liter                               | 10 of 16,4 liter                       | 16 liter                                          |
| Rijklaar gewicht       | 185 kg                                 | 185 kg                                              | Onbekend                               | Onbekend                               | Onbekend                               | 186 kg                                            |
| Voorganger             | Dominator 650 SS                       | 750 SS                                              | Matchless G12 CS                       | Atlas Scrambler                        | Atlas Scrambler                        | Matchless G15 CS                                  |
| Opvolger               | Atlas                                  | Commando                                            | N15 CS                                 | Geen                                   | Commando 750 S                         | Commando 750 S                                    |